# Prelesje, Gorenja vas - Poljane
Prelesje je naselje v Občini Gorenja vas - Poljane.